# Léo-Pierre Du Pasquier
Pour les articles homonymes, voir Du Pasquier.
Léo-Pierre Du Pasquier (ou DuPasquier), né à Corcelles-près-Concise le 14 avril 1910 et décédé dans la même ville le 18 octobre 1981, est une personnalité politique suisse.

## Biographie
Originaire de Neuchâtel et de Fleurier, il suit l'école d'ingénieur de Lausanne (actuelle École polytechnique fédérale de Lausanne, EPFL) puis est envoyé par l'entreprise Sulzer au Caire. Rappelé en Suisse pour la mobilisation, il devient ingénieur au siège de Lausanne de la Société d'aluminium de Neuhausen (Schaffhouse). 
Il est élu au Conseil d'État du canton de Neuchâtel le 30 novembre 1941 comme candidat du « Ralliement neuchâtelois » un mouvement dont il est le fondateur et qui s'efforce de régénérer la vie publique. Il est alors le plus jeune conseiller d'État élu par le peuple. 
Du Pasquier est réélu en 1945 puis démissionne le 30 juin 1947 pour être remplacé par Pierre-Auguste Leuba. Il retourne dans l'économie privée : en 1947, il est directeur chez Tarex SA et ingénieur-conseil dans la maison Gardy SA à Genève. En 1965, il devient directeur puis administrateur-délégué et enfin vice-président d'Ébauches SA. Il est également administrateur des Câbles de Cortaillod SA et de la Neuchâteloise-Assurances. Au militaire, il atteint le grade de colonel-brigadier en 1956.

## Sources
- La Liberté du 2 décembre 1941
- Myriam Volorio Perriard, « DuPasquier, Léo-Pierre » dans le Dictionnaire historique de la Suisse en ligne, version du 15 octobre 2007.
- Jean Thierry Du Pasquier, La Famille Du Pasquier, Neuchâtel, Éditions de la Baconnière, 1974